# 9139 Barrylasker
9139 Barrylasker è un asteroide della fascia principale. Scoperto nel 1973, presenta un'orbita caratterizzata da un semiasse maggiore pari a 2,3729621 UA e da un'eccentricità di 0,2342150, inclinata di 1,79784° rispetto all'eclittica.